# Пейпсияэре (волость, 1939)

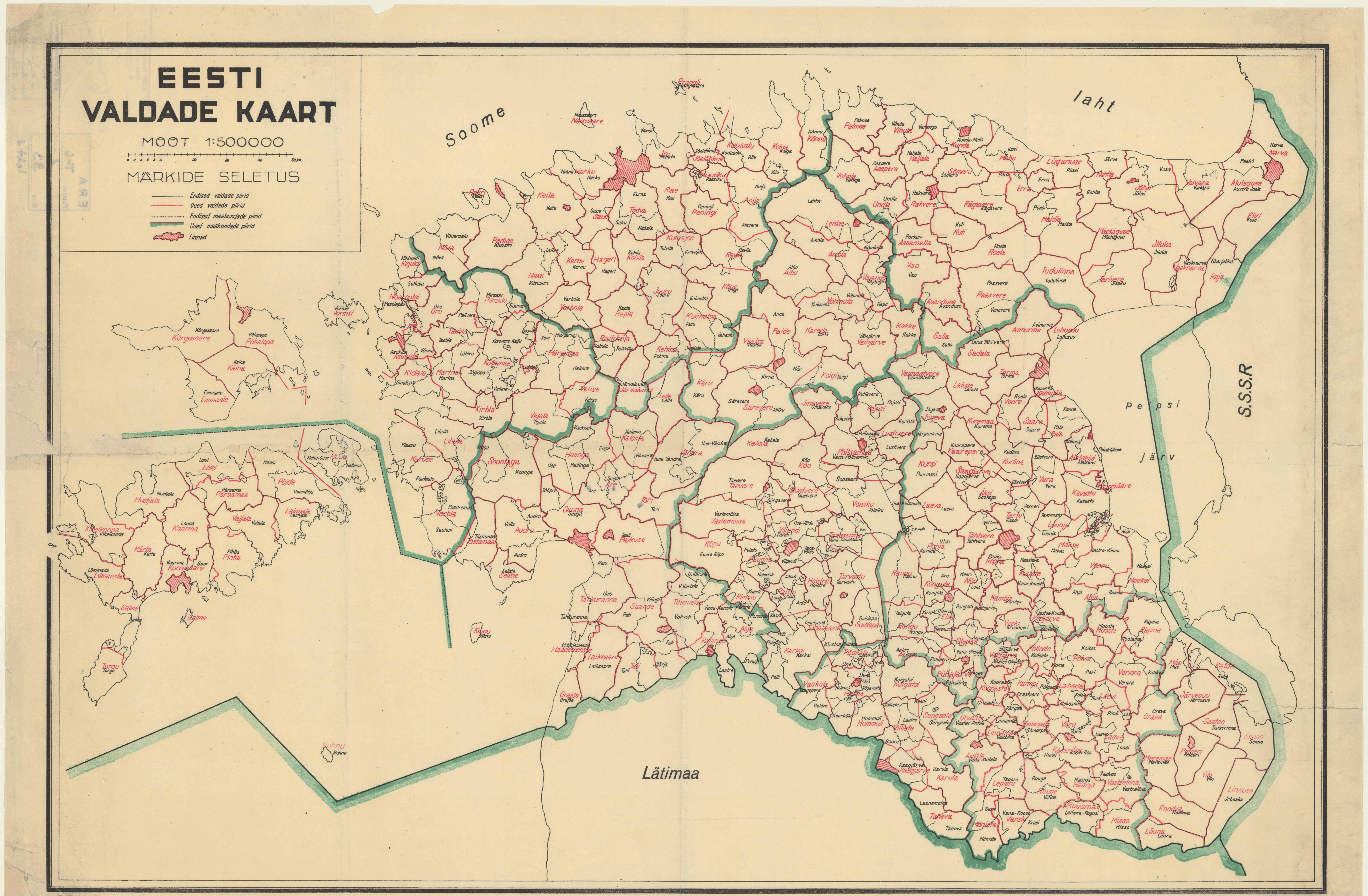
Карта волостей Эстонии после 1939 года (чёрными линиями обозначены границы бывших волостей, красными — новых волостей)

Пе́йпсияэре (эст. Peipsiääre vald) — волость в Тартумаа, Эстония, существовавшая в 1939–1949 годах. Была создана в результате административно-территориальной реформы 1939 года на основе большей части бывшей Причудской волости, созданной в 1917 году, и некоторых земельных участков бывшей Алацкивской волости и бывшей Кавастской волости, созданных в 1866 году. Является исторической предшественницей современной волости Пейпсияэре.

## История
В ходе административно-территориальной реформы 1939 года в Первой Эстонской Республике  вместе прежних 369 волостей было создано 248 волостей.
Согласно постановлению Президента Эстонской Республики Константина Пятса № 88 от 7 октября 1938 года, вновь созданная волость Пейпсияэре включала в себя:
а) территорию бывшей волости Пейпсияэре (Причудской волости), за исключением деревень Нина и Роотси;
б) хутор Траесси (Пронни) № 70 (Traessi (Pronni) nr. 70) бывшей волости Алатскиви (Алатскивиской волости) и общие пастбищные угодья деревни Варнья;
в) земли расположенных на берегу Чудского озера, в бывшей волости Кавасту (Кавастской волости) участков недвижимости Варнья № 21, Паю № А-101, церковных земель православного прихода, Якоби № А-102, Юсси № А-103, Макси № А-104 и Сирге № А-105.
26. Peipsiääre vald – piirkonnaga, mis moodustub: a) senise Peipsiääre valla maa-alast, välja arvatud Nina ja Rootsi külade piirkond; b) senise Alatskivi valla Traessi (Pronni) nr. 70 talu ning Varnja küla ühiskarjamaa maa-aladest; c) senise Kavastu valla Peipsi järve ääres asuvate kinnistusüksuste Varnja nr. 21, Paju nr. A-101, Õigeusu koguduse kirikumaa, Jakobi nr. A-102, Jussi nr. A-103, Maksi nr. A-104 ja Sirge nr. A-105 maa-aladest.

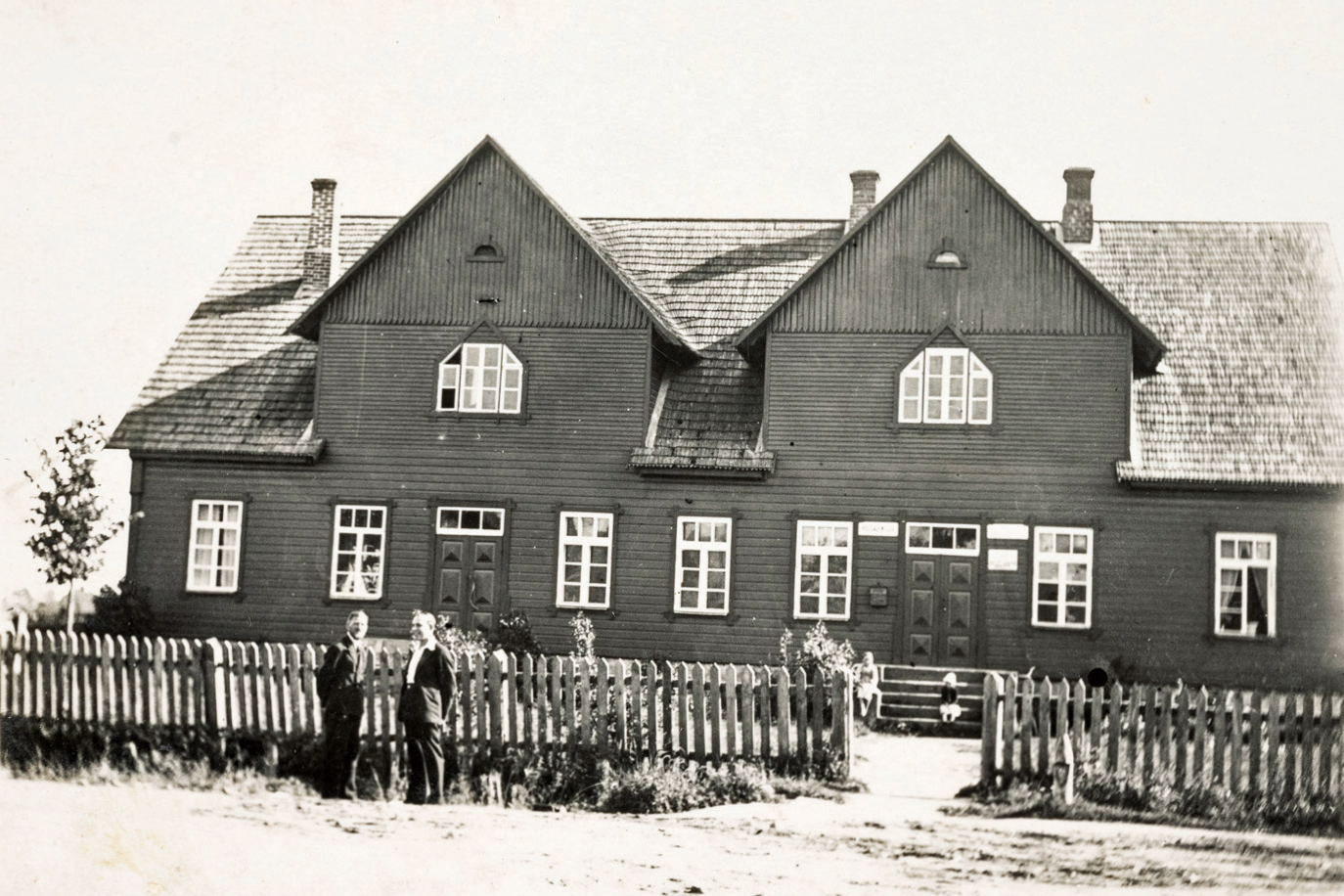
Пейпсияэреский волостной дом, 1930-е гг.

Приказом министра внутренних дел Ричарда Веэрмаа от 28 февраля 1939 года волостным старейшиной был назначен Феодор Кисляков (Feodor Kisljakov).
Волостной дом располагался на территории современного посёлка Колкья.
Волость относилась к 49-му избирательному округу Рийгиволикогу (нижней палаты парламента), по которому был избран член партии Исамаалийт, директор Тартуского Сельскохозяйственного банка Эрнст Хаабпихт (Ernst Haabpiht, до 1936 года Эрнст Хабихт (Ernst Habicht), 21 августа 1898, волость Хелме, Валгамаа, Российская империя — расстрелян 4 мая 1942 в Севураллаге, Свердловская область, СССР) .
8 июня 1949 года волость была ликвидирована и на её основе был создан Пейпсиээреский сельсовет c центром в деревне Суур-Колкья (площадь 18 км², число жителей в 1973 году — 1656).